# Pirop
A pirop  (magnézium alumínium nezoszilikát) a IV.Szilikátok ásványosztályon belül a gránátcsoport ásvány együttesébe tartozik. Szabályos kristályrendszerben dodokaéderes és tetraéderes formában jelenik meg. Tüzesen vörös színe a vas és króm szennyeződésből adódik. Kifejlett, de többnyire aprószemű kristályait gyakran ékszer-kőnek használják. Kristályai sokszor lekerekedettek. Jellegzetes zárványai a pirit, apatit tűszerűen jelennek meg. Több téves néven is ismerik. Szintetikusan is előállítható, ezen kristályok sűrűsége kisebb.

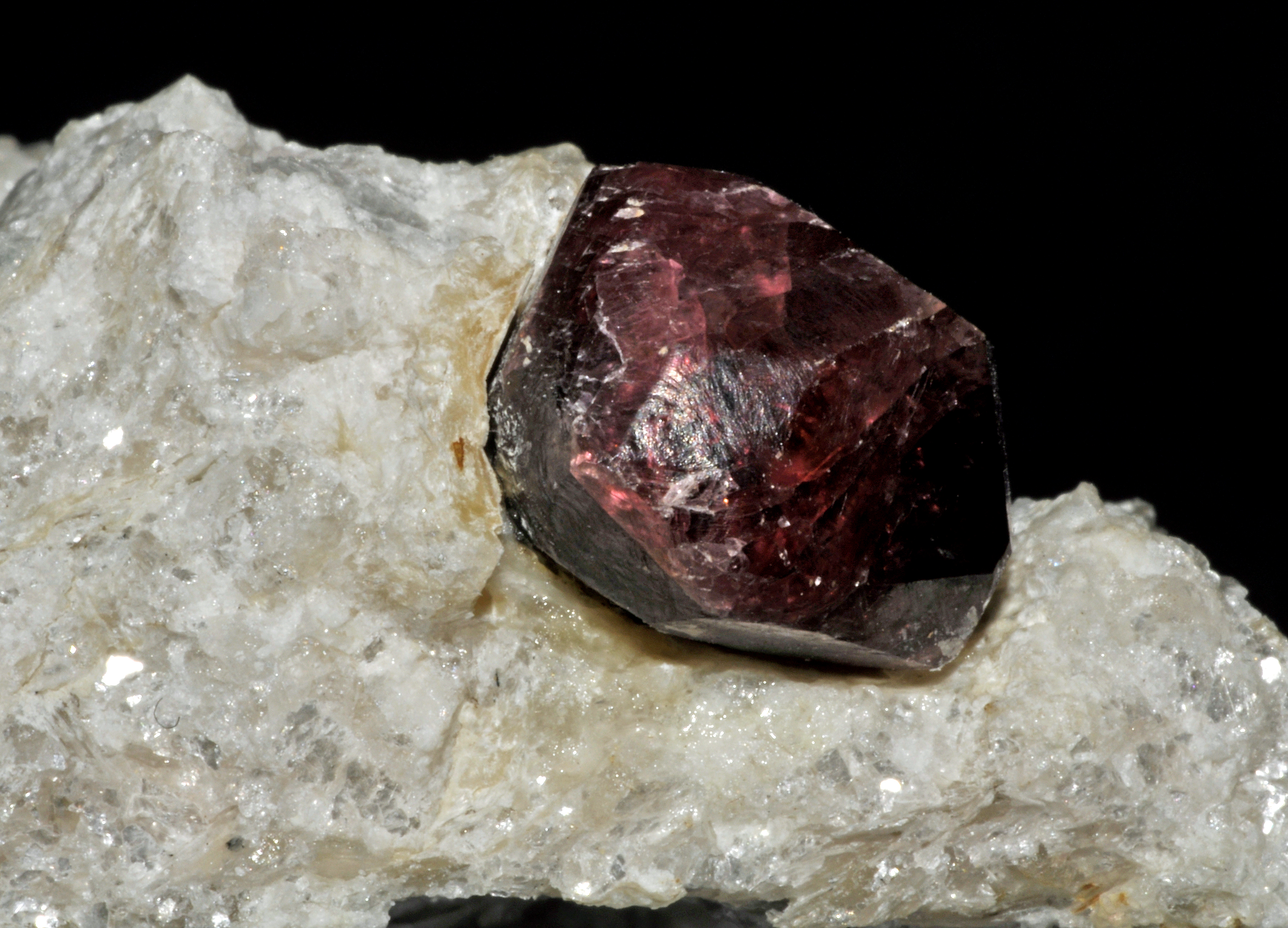
Félig áttetsző pirop zárvány

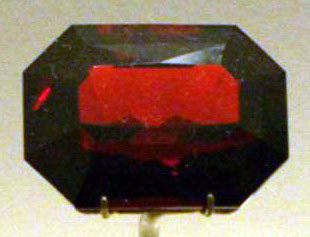
Smaragd metszéssel vágott pirop drágakő Afrikából

## Nevének eredete
Neve görög  eredetű, a püroposz (tüzesszemű) szóból származik.

## Kémiai és fizikai tulajdonságai
- Képlete: Mg3Al2(SiO4)3
- Szimmetriája: szabályos kristályrendszerben, több tengely- és lapszimmetriája ismerhető fel.
- Sűrűsége: 3,7–3,9 g/cm³.
- Keménysége: 7,0–7,5  nagyon kemény ásvány (a Mohs-féle keménységi skála szerint).
- Hasadása: nem hasítható.
- Törése:  könnyen, kagylósan törik. A kristályélek gyakran csorbulnak.
- Fénye: gyémánt vagy üvegfényű.
- Színe: sötétvörös, tűzvörös néha barnásvörös
- Átlátszósága:  átlátszó vagy áttetsző.
- Pora:  fehér, színtelen.
- Különleges tulajdonsága:  savakban nem oldódik, hő hatására könnyen olvad.
- Kémiai összetétele:
  - Magnézium (Mg) = 18,1%
  - Alumínium (Al) = 13,4%
  - Szilícium (Si) = 20,9%
  - Oxigén (O) = 47,6%

## Keletkezése
Ultrabázikus, magmás kőzetekben, gyakran gránithoz kötődően, kontakt metamorf formában keletkezik. A metamorf képződésben gyakran  szerpentinekhez és különféle gyűrt palákhoz kapcsolódik A metamorfózisban csak igen magas nyomás alatt alakult ki sokszor gneiszben. Tévesen: kap-rubintnak, arizóniai rubintnak, coloradórubintnak és Sziklás-hegyi rubintnak is nevezik.    
Hasonló ásvány: az almandin és a spinell.

## Előfordulásai
Legjelentősebb előfordulásai Csehországban találhatóak, ahol külön iparág alakult ki a cseh gránátnak: is nevezett ékszerkőnek használatos kristályok feldolgozására. Svájcban Gordunóban fordul elő. Skóciában található kristályait: ely rubinnak is nevezik. Dél-Afrika területén Kimberley környékén a gyémánt-előfordulásokkal együtt található. Megtalálható Tanzánia és Madagaszkár egyes vidékein. Jelentős előfordulása van Oroszország Bajkálontúli területén. Az Amerikai Egyesült Államokban Új-Mexikó, Colorado és Arizona szövetségi államokban. Kanadában a Sziklás-hegységben is megtalálható.  